# Halenda
Halenda egy falu Indiában, a Gudzsarát nevezetű indiai szövetségi államban, közigazgatásilag Radzskot városhoz tartozik.

## Földrajza

### Elhelyezkedése
A település 596 angol mérföldre (959 kilométer) délnyugatra található Újdelhitől és 64 angol mérföldre (103 kilométerre) nyugatra Dhandhukától. Továbbá 4 kilométerre délre van tőle Baldhoi és 10 kilométerre északnyugatra Sardhar.
Halenda 2447 kilométerre északra található az egyenlítőtől.

## Közlekedés
A legközelebbi nagyobb vasútállomás 19,4 kilométerre és a legközelebbi repülőtér 36 kilométerre van Halendától Radzskotban.